# Християнство у готів

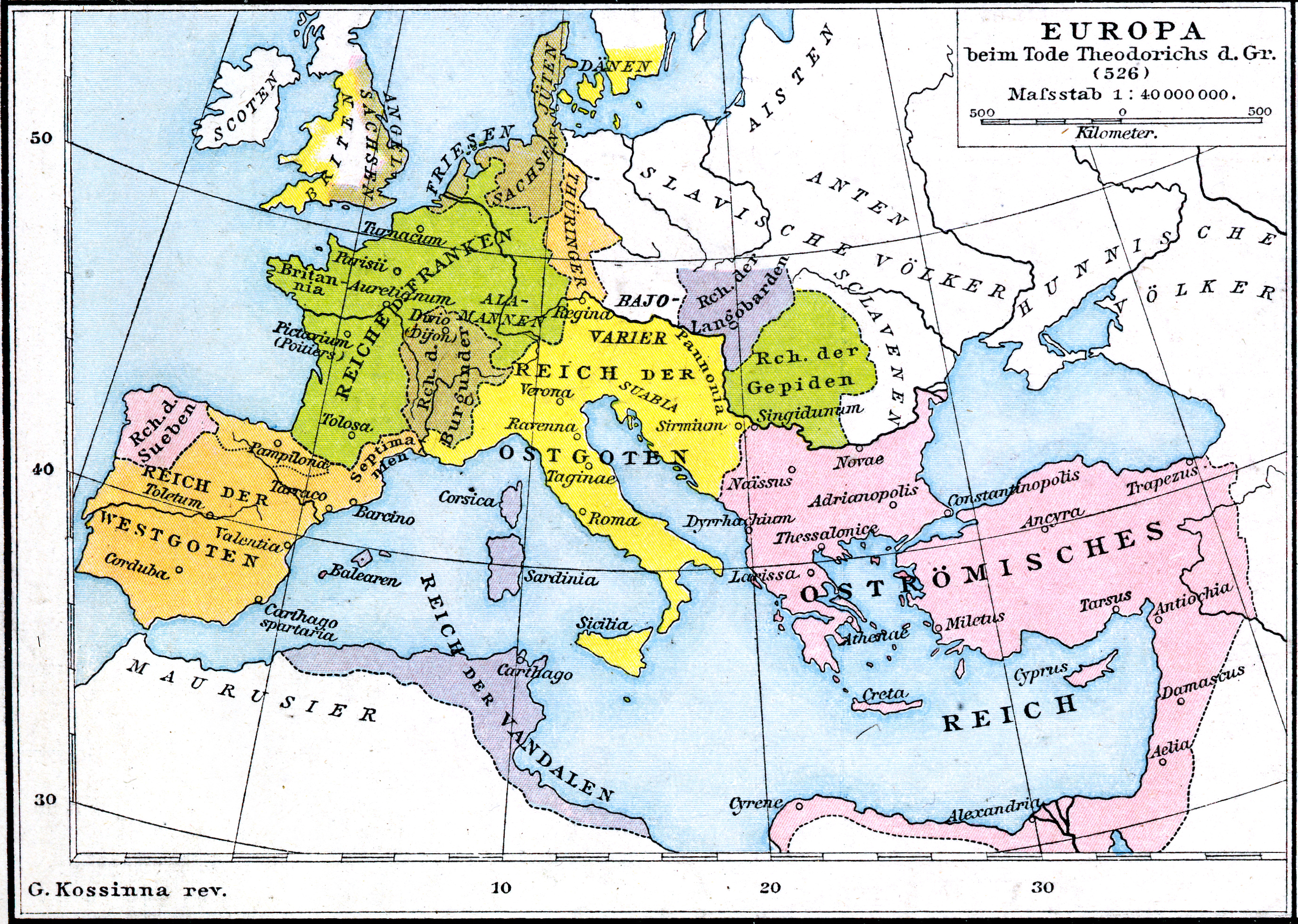
Держави Європи у 526 році (німецька карта 1886 року)

Християнство почало розповсюджуватись у готів у першій половині IV століття. Серед германських племен готи першими прийняли християнство. 

## Введення
Особливості християнізації готів, що відбувалася посеред аріанського спору, дослідники пов'язують з різноманітними зовнішніми та внутрішніми факторами. У силу історичних обставин, готи прийняли християнство у його аріанській формі. Біблія, перекладена єпископом готів Вульфілою на готську мову, також використовувалася й іншими народами.
Християнство було державною релігією у двох головних державних утвореннях готів — у королівстві вестготів, де до 589 року домінувало аріанство, та у королівстві остготів, де аріанство було єдиною конфесією до зруйнування цієї держави Візантією посеред VI століття. Збереглося небагато свідоцтв про те, як була влаштована християнська церква у державах готів, проте наявна інформація вказує на те, що християнство не мало визначного впливу у їхньому житті. Немає відомостей щодо випадків значних конфліктів на релігійному ґрунті між аріанами та прихильниками ортодоксального християнства. Також конфесійні вподобання готів не були важливими факторами у їх відносинах з іншими германськими народами, незалежно від того, чи сповідували вони одну релігію з готами чи ні.

## Прийняття та розповсюдження християнства

### Первісне розповсюдження християнства

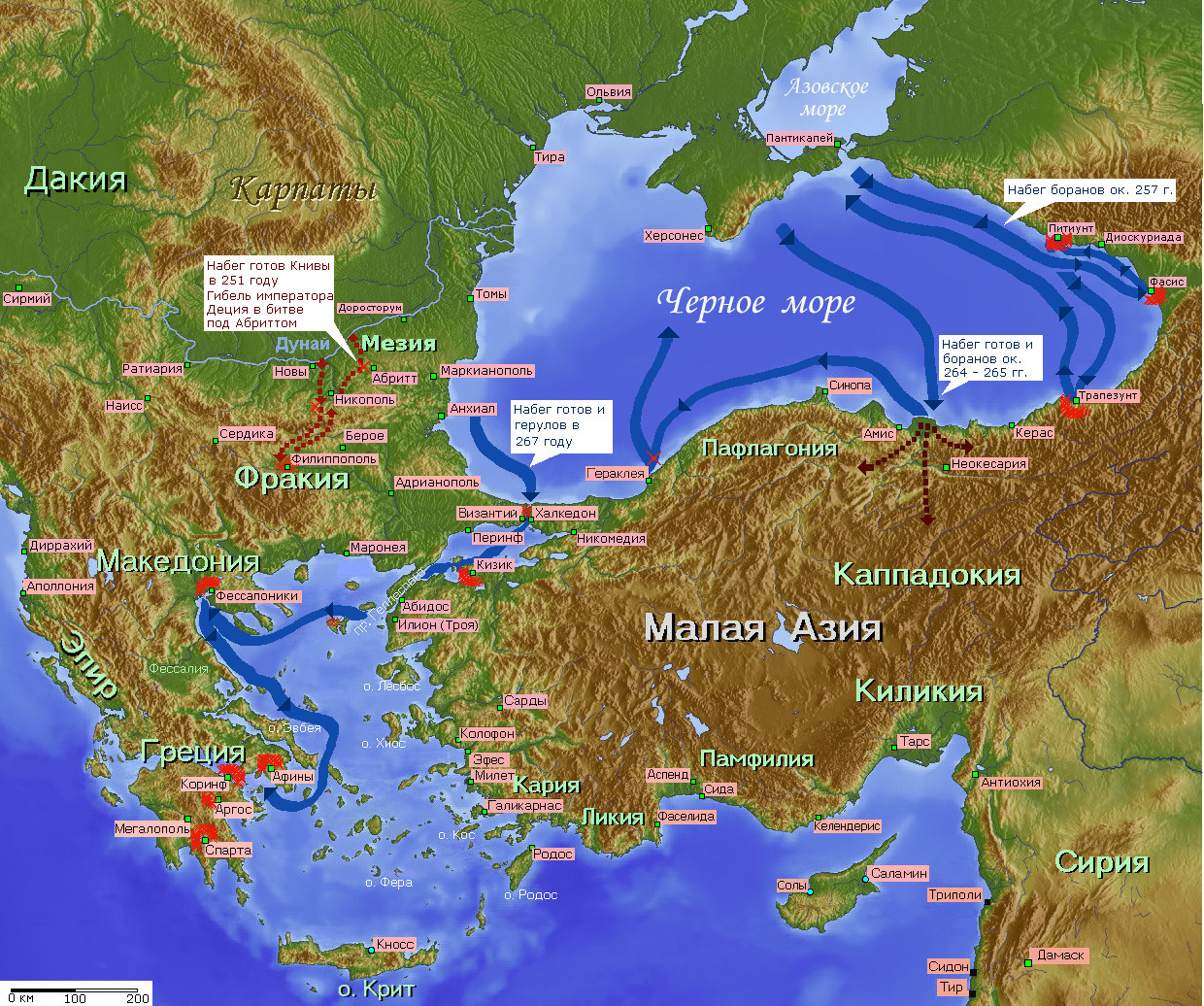
Набіги готів на Римську імперію у III столітті

Тривалий час зіткнення готів з Римською імперією мали виключно військовий характер та призвели до появи у готів великої кількості полонених. Належачи до більш розвиненої культури, вони різноманітно впливали на переможців. Відомо, що полонені римляни навчили тервінгів будувати кораблі. Вважається, що саме через полонених християн готи вперше познайомились з християнською релігією. У 251 році готи Книви забрали у полон римських християн, яких згодом перетворили у «своїх панів та братів». Під час правління Валеріана (253—260) у Фракії та Мезії, що зазнавали нападів готів, існувало декілька християнських громад. Про християнських полонених, що були захоплені у Азії, під час правління його сина Галлієна повідомляють численні джерела, у томі числі єпископ Григорій Неокесарійський. Складені ним канони вирішують практичні проблеми, що з'являються у вірян, захоплених у полон язичниками. Про місіонерську діяльність полонених християн повідомляють церковні історики Філосторгій та Созомен.
Про значне розповсюдження християнства у готів на початку IV століття свідчить Афанасій Великий у своїй промові «De incarnatione Verbi», що датується 319—320 роками. У ній він відзначає пом'якшувальний вплив вчення Христа на устої варварських народів, серед яких він згадує і готів. Війна, яку між 322 та 332 роками вів з готами імператор Костянтин Великий, дещо сповільнила розповсюдження серед них християнства, проте саме 322 роком Сократ Схоластик датує перше знайомство готів з Євангелієм. Приблизно у той же час утворюється Готська єпархія, першим єпископом з титулом митрополита якої був Феофіл. Про Феофіла, що взяв участь у Першому Нікейському соборі у 325 році та засудив аріанство, згадують Євсевій Кесарійський та Сократ Схоластик.
Після завершення війни у 332 році Костянтин Великий послідовно демонстрував намір привернути до себе готів та зблизити їх зі своїми підданими. За словами Євтропія, вони завжди зберігали про нього вдячну пам'ять, а серед святих, що перелічені у збереженому фрагменті готського календаря, значиться і «цар Костянтин».
При найближчих наступниках Костянтина, Констанцію II та Юліану Відступнику, усталені мирні відносини з готами продовжувалися. Під час конфлікту імператора Валента із узурпатором Прокопієм останній звернувся за допомогою до готського вождя Атанаріха, що надав Прокопію, який претендував на спорідненість з Костянтином Великим та Констанцієм, загін у 3000 осіб. Після того як цей загін був захоплений у полон та розпорошений по всій імперії, його доля стала приводом для суперечок між готами та імперією. Відмова Валента повернути полонених та його готовність покарати готів за підтримку узурпатора призвели до війни, яка тривала з 367 по 369 рік.

### Діяльність Авдія
Єпіфаній Кіпрський повідомляє про місіонерську активність серед готів вихідця з Месопотамії Авдія та його громади. Авдій під час правління Констанція був вигнаний через надмірну принциповість у питаннях благочестя, заперечення рішень Нікейського собору в частині дати святкування Великодня та неортодоксальну інтерпретацію стверджень Біблії щодо фізичної подібності Адама Богу. Його послідовники, що відокремилися в окрему громаду, заснували свої монастирі та сформували окрему церковну ієрархію. Місцем вигнання Авдія була визначена Мала Скіфія, розташована поруч з володіннями вестготів.
Місіонерство Авдія серед вестготів було досить вдалим — як стверджує Єпіфаній, «все у житті готських авдіян було чинно й прекрасно, окрім суперечок щодо дати Великодня та нерозумно витлумаченого вчення щодо Божого образу». При цьому церковний історик відзначав успадковану готами від своїх проповідників неприязнь до релігійної більшості імперії («правовірних»), що осуджувалась вже за одну приналежність до державної церкви. Після початку переслідування християн при Атанаріху, частина їх повернулася до Малої Азії, а решта долучилася до інших християнських громад.

### Діяльність Вульфіли

#### Проблеми хронології
Відомості про життя та місіонерську діяльність другого єпископа готів, Вульфіли, отримані з творів Філосторгія, Сократа Схоластика, Созомена, Феодорита Кірського, житійної літератури та спогадів його учня Авксентія Дуросторського, не дають можливості скласти детальну хронологію цих подій. Оскільки джерела не приводять точних дат, вказуючи лише, скільки пройшло років між тими чи іншими подіями, дві головні схеми хронології життя Вульфіли відрізняються на 7 років. За найрозповсюдженішою теорією, Вульфіла народився близько 311 року (близько 318 року за альтернативною версією) у сім'ї нащадків захоплених у Каппадокії християн. Повідомлення Філосторгія про те, що Вульфіла прибув до імперії при Костянтині Великому та отримав хіротонію від друга Арія Євсевія Нікомедійського, імовірно, якщо прийняти раніше датування народження Вульфіли, оскільки, на думку Авксентія, це трапилось, коли Вульфілі виповнилось тридцять років. Якщо б це відбувалося у 348 році, то Євсевія вже 7 років як не було серед живих.
Про початковий етап діяльності Вульфіли мало що відомо. Серед його помічників у той період називають Селена, який згодом став третім єпископом готів, Авксентія, вихованого Вульфілою, та Феотіма, майбутнього єпископа Томи. Феодоріт Кірський повідомляє, що готи «надзвичайно вірили Вульфілі, та вважали його слова непорушними законами».
За даними Авксентія, через сім років після посвячення Вульфіли та, ймовірно, у результаті його діяльності вождь Атанаріх, «керований ненавистю, що була навіяна дияволом», почав гоніння на християн. За словами Авксентія, в пошуках укриття Вульфіла звернувся до імператора Констанція, що дозволив переслідуваним поселитися на південь від Дунаю. Про переселення християн з Готії в Мезію повідомляє й Філосторгій. В «Гетиці» Йордана цих переселенців названо «малими готами», що складали в його час (перша половина VI століття) ще досить численне плем'я. Перебуваючи на території імперії, Вульфіла отримав можливість взяти діяльну участь у аріанській суперечці на боці супротивників «нікейців». Авксентій стверджує, що Вульфіла брав участь у багатьох синодах, але вірогідним можна вважати лише його участь у Константинопольському соборі 360 року, про який згадують Сократ та Созомен.

#### Друге гоніння на християн

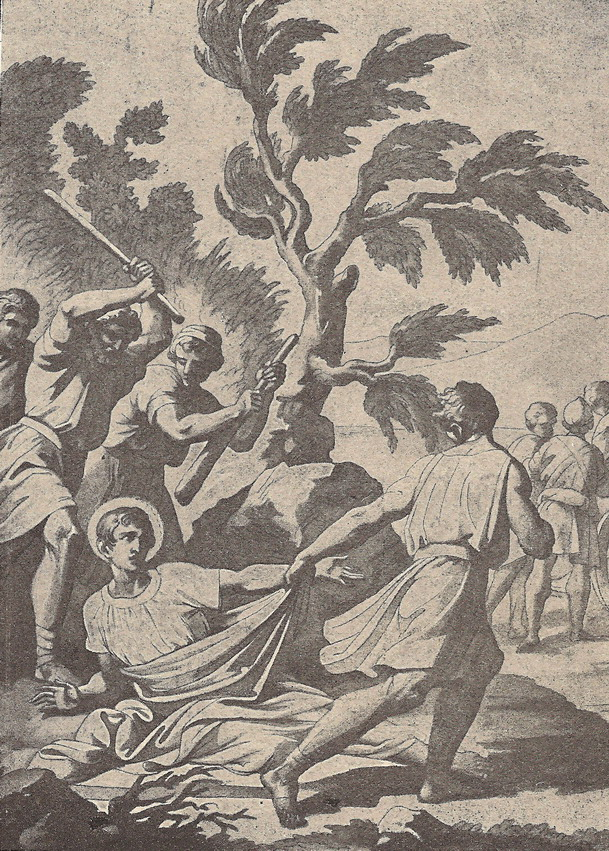
За переказом, мученика Саву Готського перед смертю тягнули через терен, били палицями та батогами. Ілюстрація до «Житія святих» Петра Скарги, видання 1927 року

Думки щодо кількості християн на початок другого гоніння діаметрально протилежні. Російський церковний історик XIX століття Д. Бєліков вважав, що після втечі Вульфіли та зміни політичного стану, що змусили Атанаріха розпочати війну з Римом, гоніння на християн поступово припинилися, та до 370-х років держава вестготів стала майже цілком християнською. У містах та селах з'явилися храми та пресвітери, згадуються монахи, а отже, були й монастирі. З іншого боку, сучасний австрійський історик Х. Вольфрам вважає, що їх кількість була незначна (адже гоніння не отримало б необхідну підтримку народу), але достатньо впливовим, щоб становити загрозу для традиційного способу життя.
На цьому фоні Атанаріх розпочав нове гоніння, що тривало з 369 по 372 рік та мало систематичніший характер. Церковні історики IV—V століть по-різному пояснюють причини, якими керувався Атанаріх, коли здійснював ці переслідування. На думку Єпіфанія Кіпрського, найближчим до цих подій, причина була у ненависті до імператора та Римської імперії. Згідно Сократа Схоластика та Созомена, він бажав зберегти «віру батьків» від руйнування новою релігією. Ймовірно, тут немає суперечності, оскільки під час готської війни Валент мав у своєму таборі як місіонера єпископа Євдоксія. На відміну від першого гоніння, про друге збереглось більше відомостей як у церковних істориків, так і у житіях святих та мучеників. Розповіді про жорстокі переслідування християн збереглись у оповідях про 308 мучеників готських (з яких 26 відомі поіменно), мучеників Саву та Микиту. Вказівка на те, що страта мученика Микити сталася за консульства Модеста та Арінфея, дає змогу датувати дані події 372 роком. Джерела показують, що до цього часу християнство проникло в усі прошарки готського суспільства — якщо мученик Сава, що походив з Каппадокії, навіть не був готом, то Микита та Гаата (яку згадують у історії про 26 мучеників готських) належали до готської знаті. На думку дослідників, гоніння Атанаріха лише сприяли подальшому розколу серед тервінгів та лише погіршили катастрофу 376 року.
Окремо в джерелах розглядають питання про «ортодоксію» християн, що зазнали переслідування. Созомен, датуючи події другого гоніння періодом навали гунів, у результаті якого готи перейшли у правління аріанина Валента під захист імперії та прийняли християнство у його аріанській формі, відносить усіх тих, хто піддавався гонінням до аріан. В цьому з ним згодні Сократ Схоластик та Кассіодор. Іншої точки зору притримуються Василій Великий, Амвросій Медіоланський та Аврелій Августин, що вважають, що у цей час готи ще притримувались «ортодоксії», тобто визнавали рішення Першого Нікейського собору, що засудив аріанство. Про Микиту повідомляється, що істин віри його навчив присутній на тому соборі єпископ Феофіл. Скоріш за все, жертвами переслідування стали християни, яких лише наступне покоління розрізняло як прихильників різноманітних деномінацій.
Як і в часи попереднього гоніння, готи тікали на територію Римської імперії, де знайшли підтримку в особі намісника Малої Скіфії Юнія Сорана. Частина з них долучилась до парафіян Вульфіли у Музії, частина розселилася по інших провінціях імперії. Також ці події призвели до загострення боротьби за владу серед готів. Проти Атанаріха виступив Фрітігерн. Отримавши поразку, він звернувся за допомогою до Валента, пообіцявши в обмін перейти у аріанство. Отримавши військову допомогу від Рима та отримавши перемогу, Фрітігерн близько 376 року отримав верховну владу над тервінгами. Можливо, це сталося за участі Вульфіли, який після цього відновив свою діяльність на території держави вестготів, у якій йому тепер допомагали місіонери, що були надіслані Валентом.

#### Релігійні погляди Вульфіли
Богослів'я Вульфіли було близьким до поглядів Арія з його суворим розрізненням осіб Трійці. Під час своєї місії у готів Вульфіла був у деякій ізоляції, та його ставлення до богословських суперечок того часу не було чітко вираженим. Коли у зв'язку з участю в Константинопольському соборі 360 року йому необхідно було визначитися, Вульфіла долучився до партії Акакія Кесарійського та Євдоксія Антіохійського, хоча Созомен й не називає його серед супротивників Нікейського собору.
Щодо богослов'я Вульфіли після 360 року, то Авксентій повідомляє про ворожість свого вчителя до обох течій, у назві яких було слово дав.-гр. οὐσία («сутність», читається як — «усіа»), — омоусіанських прихильників Нікейського Символу віри та оміусіанських прихильників подобосутності на чолі з Василієм Анкірським. Позиція Вульфіли відрізнялась від нікейської також у визначенні космологічної ролі членів Трійці, наділяючи кожного з них своїми функціями. Погляди Вульфіли, що «Єдинородний» Син «ненародженого» вищого Бога є творцем фізичного та духовного світів», є близькими як до поглядів самого Арія, так і до середніх платоників II та III століть, що також припускали існування деміурга, що діє від особи вищого Першопринципу. Святий Дух у Вульфіли взагалі не Бог, але створіння другого Бога, що допомагає людям спілкуватися з божественним світом.

#### Готська Біблія

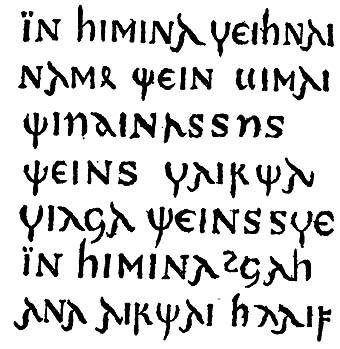
Частина Молитви Господньої на готській мові. Видання De Literis & Lingva GETARUM Sive GOTHORUM, 1597. С. 33

Філосторгій та Созомен повідомляють про винайдення Вульфілою готської абетки та переклад за її допомогою всієї Біблії (окрім книги Царств) на готську мову. Малоймовірно, що ця праця могла бути закінченою впродовж семирічного служіння Вульфіли у готських землях. Скоріш за все, це було колективною роботою готського єпископа та його соратників впродовж більш ніж тридцяти років.
Через століття після смерті Вульфіли остготський вождь Теодоріх захопив північну Італію та заснував своє королівство. Там у першій половині VI століття працював готський каліграф Віліаріх, можливий автор найкращого з 8 збережених рукописів Готської Біблії, Codex Argenteus.
Питання про те, наскільки богословські погляди Вульфіли вплинули на його переклад, багато обговорювалось, але достовірних слідів догматичних схильностей перекладача виявлено не було. У V та VI століттях вихідний текст Готської Біблії змінювався та адаптувався під впливом латинської Біблії, що була поширена серед римлян, з якими контактували готи. Лист Єроніма Стридонського двом готським священикам, що був написаний приблизно через 20 років після смерті Вульфіли, містить відповіді на не менш ніж 178 питань щодо перекладів складних місць з Святого Письма.
Готська версія Євангелій суворо буквальна. У своєму перекладі Вульфіла прагнув дослівно зберегти грецький порядок слів навіть у збиток готській граматиці. Іншою особливістю перекладу є одноманітність — однакові грецькі слова перекладались одними і тими ж готськими, якщо це не спотворювало сенсу. Деякі дослідники визнавали Вульфілу охайнішим перекладачем, ніж Еразм чи Лютер.

### При Феодосію I
Перше зіткнення готів з гунами сталось у 376 році, і для захисту від цієї загрози влада знов була передана Атанаріху. Протягом трьох років стало зрозуміло, що готи не зможуть утримати оборону, і в цих умовах ініціатива перейшла до християнської та проримської «опозиції», що вважала найкращим рішенням перейти Дунай та оселитися на землях імперії. Більшість тервінгів покинула Атанаріха та під керівництвом Фрітігерна та Алавіва була прийнята у Римській імперії. Розповідаючи подробиці переселення готів на Балканський півострів, Євнапій повідомляє, що готи, бажаючи ввести римлян в оману, вбрали своїх жерців у єпископські вбрання або у довгий чорний одяг, що нагадував чернечий. До того моменту, як готи розселяться на обіцяних їм землях, піклування про їх прожиток повинна була взяти на себе адміністрація провінції Фракія. Зловживання та крадіжки посадовців спричинили голод серед готів, що призвів до заколоту. Германці, поширивши зону своїх грабіжницьких набігів під проводом Фрітігерна до Геллеспонту, змусили імператора Валента, що знаходився тоді у Антіохії, втрутитись. У вирішальній битві біля Адріанополя у 378 році римляни зазнали нищівної поразки та втратили більше двох третин війська та свого імператора. Смерть Фрітігерна та об'єднання готів під владою Атанаріха створили нову загрозу для імперії. У результаті миротворчих зусиль Феодосія I у 382 році готи знову стали федератами імперії, та розмістилися у Мезії і Дакії.
Враховуючи повідомлення Євнапія, важко оцінити, наскільки було розповсюдженим серед готів християнство наприкінці 370-х років. Імовірно, серед готів Атанаріха переважало дотримання традиційних вірувань.
З воцарінням Феодосія у 379 році ставлення у Східній Римській імперії до аріанства змінилося. Будучи вихідцем з Римської Іспанії, де ця форма християнства ніколи не була розповсюдженою, Феодосій у перший рік свого правління видав едикт, що проголосив сповідання Нікейського Символу віри єдиною «ортодоксальною вірою». Незабаром з'явились нові закони, що практично цілком позбавили аріан можливості здійснювати богослужіння та проповідувати свою віру. До своїх готських одновірців у Фракії прибули вигнані аріанські єпископи — Демофіл з Константинополя, Лукій з Александрії та інші. До того часу язичництво у вестготів практично цілком зникло та було замінене на християнство у аріанській формі.
Вселенський Перший Константинопольский собор у східній частині імперії та Аквилейський собор на Заході, що пройшли практично одночасно у 381 році, поклали край періоду аріанських суперечок, поставивши усі вчення, що суперечать Нікейському Символу віри поза законом. Гоніння на аріанство у перші роки царювання Феодосія викликало невдоволення серед готів, що вилилося у безлади та заколоти. Але скликаний у 383 році собор підтвердив вірність Нікейському собору, а письмові виклади віри аріан були особисто роздерті імператором. Тим не менш, аріани не втрачали надії на зміну у ставленні до своєї віри, що живилося подіями на Заході, де у 386 році під впливом своєї матері, аріанки Юстини, імператор Валентиніан II (375—392) прийняв едикт щодо терпимості до різноманітних християнських конфесій, зокрема аріан. Лідери східних аріан — Вульфіла, Паладій Ратіанський та Авксентій Дуросторський — прибули до Константинополя та звернулись до Феодосія з проханням щодо проведення нового собору та отримали обіцянку щодо його проведення. У червні 388 року імператор виступив із столиці у похід проти узурпатора Магна Максима. Незабаром після цього почали розповсюджуватись чутки — що імператор перед відбуттям видав довгоочікуваний указ щодо віротерпимості, що він зазнав поразки та був захоплений у полон. Слідом за цим почався бунт, будинок архієпископа Нектарія був розграбований та спалений. У таких умовах Феодосій не лише скасував призначений собор, але й прийняв ще більш суворий закон, що заборонив навіть обговорювати питання, що стосуються аріанства. У той же час, можливо, через засмучення, помер єпископ Вульфіла. Відповідно, якщо приймати за датування народження Вульфіли 311 рік, розповідь про його смерть відноситься до періоду після Першого Константинопольського собору у 383 році.

### При Аркадії
Смерть Феодосія у 395 році та воцаріння Аркадія не принесли змін у ставленні імперії до аріан. Після смерті Вульфіли єпископом готів став Селена, чиєю головною задачею стало збереження віри у тому вигляді, як це заповів його попередник. Небезпеку для релігійної єдності готів становили суперечки серед аріан. При аріанському єпископі Константинополя Дорофії, що змістив на цій посаді Марина, виникла суперечка щодо того, чи був Бог-Отець до того, як Син отримав своє буття. Дорофей наполягав на негативній відповіді на це питання, у той час як Марин стверджував протилежне. Одночасно з цим Марин знаходився у сварці по питанню першості з аріанським єпископом Ефесу Агапієм. Готи, що підтримали Марина у щодо догматики, у організаційному по якійсь причині були прихильниками Агапія. Результатом цього конфлікту стало приєднання частини аріанського кліру до православної церкви, а серед тих, що залишились, перемогла точка зору Марина («псафіріанство»).
Ще більша кількість готів прийняла православ'я у результаті діяльності Івана Золотоустого, що займав Константинопольську кафедру з 398 по 404 рік. Для досягнення своєї мети Іоан у один з константинопольських храмів поставив готських священиків, наказав вести служби лише готською мовою. Ця церква, де з проповідями виступав і сам Іоан, поступово набула популярності серед готів, що жили або приїжджали до столиці.
Після розділення готів у 395 році Готська церква у Фракії припинила своє існування. Більшість народу переселилася у інші місця, а ті, хто залишився, зникли без сліду. Вочевидь, багато готів зусиллями Золотоуста були звернені до православ'я. Хоча по назві Готська церква на Балканах зберігалась до XI століття, до готів вона стосунку не мала.

## У державах германців

### У Криму
Оскільки у 250-х роках більшість своїх набігів готі здійснювали з Криму, то, імовірно, саме туди або у прилеглі території потрапила і більшість полонених християн. Близько 300 року сусідня елліністична держава Боспорське царство прийняло як офіційну релігію християнство.
На початку IV століття, при митрополиті Феофилі Боспоританському, була заснована Готська архієрейська кафедра. Феофіла, як і його сусідів — єпископа міста Херсонеса Пилипа та єпископа Боспора Кімерійського Кадма, називають серед учасників Першого Нікейського собору 325 року. У Тавриді єпископ Феофіл охрестив майбутнього мученика Микиту. При Вульфілі, що був наступником Феофіла, єпархия вже безперечно пов'язувалася з Кримською готією.
Через свою віддаленість християнська громада у Криму не була залучена до аріанських суперечок та зберегла вірність нікейському православ'ю та Константинопольскому єпископату.
Єпископ Константинополя у 398—404 роках Іван Золотоустий, на відміну від більшості церковних діячів того часу, приділяв значну увагу місіонерській діяльності. Він посвятив гота з ім'ям Уніла у єпископи у Крим. Після смерті Уніли, вже будучи у вигнанні, Золотоустий турбувався щодо пошуку належного наступника у 404 році. Він підтримував контакт з Кримом через готських монахів, чий монастир знаходився поблизу Константинополя. Ймовірно, саме серед них було знайдено наступника Уніли. Достовірних даних про готів у Криму у VI столітті не збереглося. Згідно О. О. Васильєву, вже при імператорі Юстині I (518—527) влада над Боспором належала гунам. За іншою теорією, до 527 року утигури вигнали готів-тетракситів з околиць Боспору на інший бік Керченської протоки при підтримці візантійців, а згодом, після зміни політики Візантії, утигури були вигнані з Боспору та Криму. Повідомляючи, що близько 548 року кримські готи звернулись до візантійського імператору Юстиніану I з проханням призначити нового єпископа, Прокопій Кесарійський не може вказати, були ці готи аріанами чи православними.
З VIII по XVIII століття у Криму існувала т. з. Готська єпархія з центром у Доросі, однак готи у цей час вже не мали значного впливу.

### У Італії

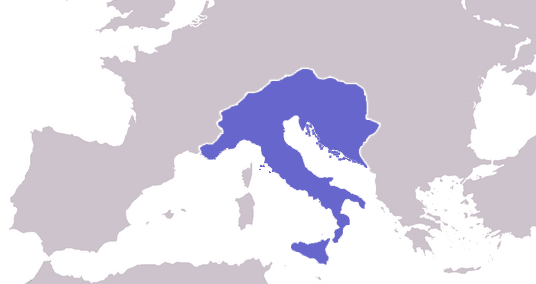
Фіолетовим зображені володіння Теодоріха Великого

Вплив готів у Північній Італії посилювався з кінця IV століття, коли після укладення миру з Феодосієм I у 380 році у міланському гарнізоні з'явились готські ауксиларії. У 401 році Італія зазнала розграбування готами Аларіха, але у 412 році вони повернулись за Альпи. Дуже мало відомо про християнство у готів у цей період, окрім непрямих вказівок, наприклад, що під час розграбування Риму у 410 році готи поважали право притулку в церквах та інші аналогічні свідоцтва, збережені Августином.
У 493 році владу над Італією встановив король остготів Теодоріх Великий (493—526), що сповідував аріанство. Політика Теодоріха, що була спрямована на об'єднання свого народу з римлянами, базувалась на толерантності. Він захищав євреїв від переслідувань, виступав посередником між протиборчими кандидатами на папський престол. В умовах напружених стосунків між християнами Сходу та Заходу його політика слугувала гарантом релігійного миру в Італії. Прихід до влади у Візантії принципових прихильників православ'я Юстина I (518—527) та його племінника та співправителя Юстиніана I (527—565), що взяли за мету зближення з Римом, зробив непотрібним підтримання миру між аріанами та православними. Прийнятий Юстином у 523 або 524 році декрет проти аріанства зробив цю течію поза законом по усій імперії без винятку. Оскільки Теодоріх зберігав формальне підпорядкування візантійському імператору, то це стосувалося і його держави. З іншого боку, хоча його власним підданим нічого не загрожувало, у Візантії також знаходились готи, яких Теодоріх мав, по можливості, захищати. У таких умовах, що зробили безглуздим підтримання у Італії колишньої релігіозної терпимості, король остготів направив у Константинополь посольство на чолі з папою ІІоаном, можливо, з наміром просити скасувати цей закон. Коли посли повернулись ні з чим, папа був кинутий у в'язницю, де знаходився до своєї смерті у 526 році. Незабаром помер і Теодоріх, а його держава після поразки у Готській війні (535—554) перестала існувати.
Практично ніяких відомостей про організацію церкви у Італії у готський період не збереглося.

### Королівство вестготів

#### Аріанський період (до 589 року)
У 418 році римський уряд поселив вестготів у провінції Аквітанія Секунда на західному узбережжі Галлії між гирлами Гаронни та Луари. У 475 році король Ейріх (466—484) проголосив незалежність від Риму та розширив своє королівство на схід до Рони та на південь до Середземного моря та Піренеїв. Вестготи потіснили свевів у Галісії та басків, внаслідок чого син Ейріха, Аларіх II (484—507) керував найбільшою державою у Західній Європі.
До 589 року панівною течією християнства у королівстві вестготів було аріанство, однак про аріанську церкву у цей період відомо значно менше, ніж про історію католицької церкви на території Піренейського півострова. Відомо, що у подіях V—VI століть конфесійні відмінності та спільності між державами германців та Візантійською імперією не мали особливого значення. Коли католики-франки у 507 році разом з аріанами-бургундами напали на вестготів, вони не отримали, за поодинокими винятками, підтримки серед католицьких священиків та римських аристократів, що билися разом з готами при Вуйє. Аналогічно ворожість між вестготами та Візантією не зменшилась після 589 року.
При Аларіху II повсякденне життя католицької церкви мало змінилося. Були скасовані деякі права та привілеї духовенства. Але як і раніше церква мала привілеї у судочинстві, злочинці могли отримати притулок у церкві. Про віротерпимість у аріанський період свідчить той факт, що жоден з законів Аларіха, що відносились до католицької церкви, не був скасований після 589 року і що до правління Леовігільда (568—586) невідомо про зіткнення між католиками та аріанами. Католики могли писати та розповсюджувати свої книжки безперешкодно; єпископ Масона Меридський, навіть будучи вигнаним Леовігільдом, не був обмежений у своєму листуванні. Єпископи могли писати папі у Рим та вільно відвідувати церковні собори. Католикам не заборонялось вести боротьбу проти присцилліан, однак два відомих трактати Леандра Севільського проти аріан були написані поза країною. Судячи з усього, практика переходів аріан в католицтво була широко розповсюдженою.
Про зростання напруги між католиками та аріанами свідчать різноманітні, досить непрямі ознаки — досить стримані вирази соборних послань королю, молитви про те, щоб терпимість короля продовжилася, окремі натяки на те, що деякі католики піддавалися тортурам з метою примусити їх до переходу у аріанство. Соборна активність, достатньо висока з 506 по 549 рік, у Толедському королівстві практично припиняється між 549 та 586 роками. З висловлювань короля Реккареда (586—601) на Третьому Толедському соборі випливає, що у попередні десятиліття собори були заборонені у його королівстві. Невідомо, хто заборонив збирати собори, можливо, це був Агіла.
Відомо про дуже невелику кількість католиків серед готів у IV—V століттях. До 504 року відноситься виявлений саркофаг, що схожий на католицький, померлої у 504 році жінки, та, крім одного зверненого у католицтво гота, до вступу на престол у 568 році Леовігільда не відомо про жодного гота-католика. Серед учасників помісних соборів не зустрічається жодного германського ім'я. У ранні роки правління Леовігільда згадується лише про двох вестготських католиків — це хроніст Іоан Бікларський та згаданий вище Масон Меридський. Про переходи католиків у аріанство також невідомо, хоча вони й наполягали на перехрещенні.
Не збереглося свідчень того, що після Вульфіли аріанство у вестготів змінилося у догматичному відношенні; принаймні у діяннях Третього Толедського собору 589 року зафіксований осуд вчення собору у Аріміні 359 року, що лежить в основі готського аріанства з IV століття. Аріани Іспанії часто називали католицтво «римською релігією», протиставляючи її своїй «православній вірі». Відмінність підкреслювалась використанням готської мови у літургії та вимогами перехрещення. Однак, наскільки можна судити за наявною інформацією, аріанську та католицьку церкви займали одні й ті ж питання: целібат та зловживання церковною власністю. Перше питання вирішувалось у двох церквах по-різному, у готів ліберальніше, що поставило перед собором 589 року додаткове питання, як чинити з жінками священиків-готів. Належне керування церковною власністю було проблемою як для аріан, так і для католиків: продаж церковної власності священиками, дарування її без згоди колег, розграбування власності помираючих єпископів тощо — ці питання регулювались постановами багатьох синодів та законів.

#### Леовігільд та Герменегільд

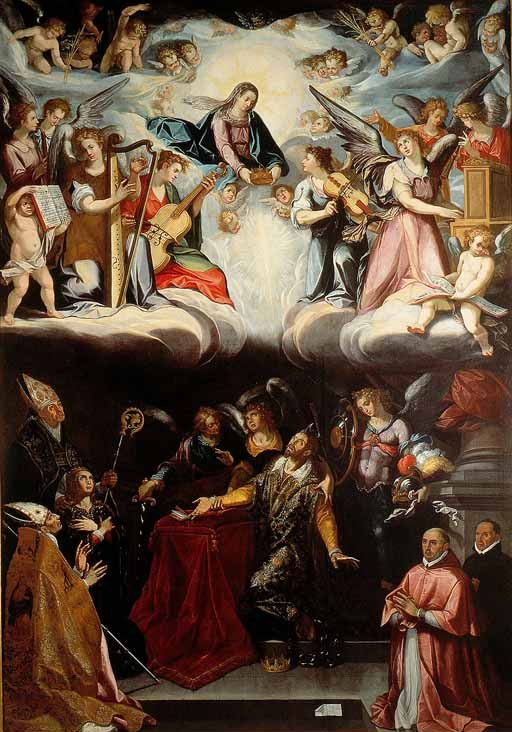
«Смерть Герменегільда». Картина (1602 рік). Музей образотворчих мистецтв, Севілья

Початковий етап свого правління Леовігільд (568—586) присвятив зміцненню кордонів королівства, що було послаблене численними повстаннями. Немає свідоцтв про те, що ці виступи мали конфесійне чи етнічне походження, і вони, швидше, відображали тенденцію королівства до розпаду. Впродовж перших 10 років свого правління Леовігільд вирішив усі ці проблеми. Зміцнивши державу, Леовігільд звернув свою увагу на сімейні справи, і у 579 році він одружив свого старшого сина Херменегільда на католичці Інгунді, дочці короля франків Сігіберта I та Брунгільди. Остання була дочкою аріанки Госвінти, вдови Атанагільда, що вийшла заміж за Леовігільда після його смерті, і, відповідно, доводилася рідною бабусею жінці принца. Коли з'ясувалось, що 12-річна Інгунда категорично проти переходу у аріанство, Госвінта побила та намагалася втопити її. Невідомо, яким чином Леовігільд та Герменегільд відреагували на це, але незабаром після цього принц отримав у керівництво провінцію з центром у Севільї, куди він переїхав разом с жінкою. У Севільї Герменегільд під впливом жінки та місцевого монаха Леандра перейшов у католицтво. Причини заколоту Герменегільда, що відбувся після цього, різноманітні автори приписували або релігійним гонінням його батька, або впливу його матері-аріанки.
Згідно Ісідору Севільському, у громадянській війні, що почалася зимою 579—580 років, готи різних конфесій зіштовхнулись між собою, а роль іспано-римлян та візантійців у цій громадянській війні не була дуже великою. Герменегільд, що проголосив себе у Севільї королем, вжив заходів по вигнанню аріанського духовенства у підвладних йому містах, але не скористувався можливістю перейти у наступ, доки його батько був зайнятий війнами з басками та свевами. Влітку 583 року Леовігільд штурмом узяв Севілью, а у лютому наступного року був упійманий Герменегільд. Смерть Герменегільда у 585 році, що сталася, можливо, за наказом короля, поставила його у ряд католицьких мучеників. Цікаво відзначити, що, не дивлячись на важливість подій, що були пов'язані зі зверненням до католицтва та смертю Герменегільда, більшості сучасних авторів зволіли про мучеництво принца та його роль в подальшому прийнятті у країні католицизму не згадувати. На думку британського медиєвіста Е.Томпсона, це сталося через небажання асоціювати католицизм, що став державною релігією, з повстанням та викликаним ним спустошенні Іспанії.
У своїй релігійній політиці, крім подавлення повстання готів-католиків під проводом свого сина, Леовігільд здійснив низку заходів на захист аріанства, які, хоча і не призвели до значних жертв, принесли йому славу єдиного гонителя католиків серед аріанських королів Іспанії. Відомо усього 4 епізоди такого роду, як до заколоту, так і після. Перший з них був пов'язаний спочатку зі спробою переконати, у тому разі й підкупом, перейти до аріанства єпископа Мериди Масону, а коли це не вдалось — відібрати у католицької громади одну з міських церков та передати її аріанській громаді міста на чолі з Сунною. Примітно, що комісія за визначенням приналежності спірної церкви, що складалась з аріан, присудила залишити її католикам. Зрештою король наказав передати спірну церкву аріанам, а Масона бул вигнаний з міста на три роки. Цей епізод почався у 582 році, незабаром після відвоювання Мериди у Герменегільда. Про раніші утиски Масони, що став єпископом у 573 році, нічого не відомо. Ймовірно, зусилля Леовігільда були спрямовані на відновлення ситуації, що була до початку заколоту. За вигнанням Масони не відбулося гонінь на католиків, а на його місце було призначено нового католицького єпископа. Відомо також про зусилля короля звернути до аріанства ще декількох католиків — хроніста Іоана Бікларського, єпископа Фронімія та якогось не названого священика, про якого розповідає Григорій Турський. Усі вони відмовились змінити віру та були змушені залишити країну.
Догматичні зміни у готському християнстві відбулися у 580 році, коли на соборі у Толедо у 580 році була скасована необхідність у перехрещенні для тих, хто переходить у аріанство з католицтва, що було серйозною перешкодою. Відомо, що цією можливістю скористувався єпископ Сарагоси. У 582 році король висловив готовність визнати рівність Отця та Сина, відмовивши у цьому лише Святому Духу. Таким чином він відступив від вчення Арімінського собору 359 року та Вульфіли, приєднавшись до іншого засудженого вчення македоніанців.
У 585 році Леовігільд почав похід на Галісію, що завершився розгромом держави свевів. Внаслідок цього на цій території було відновлене аріанство, що було відкинуте свевами у 550-х роках.

#### Перехід до католицтва

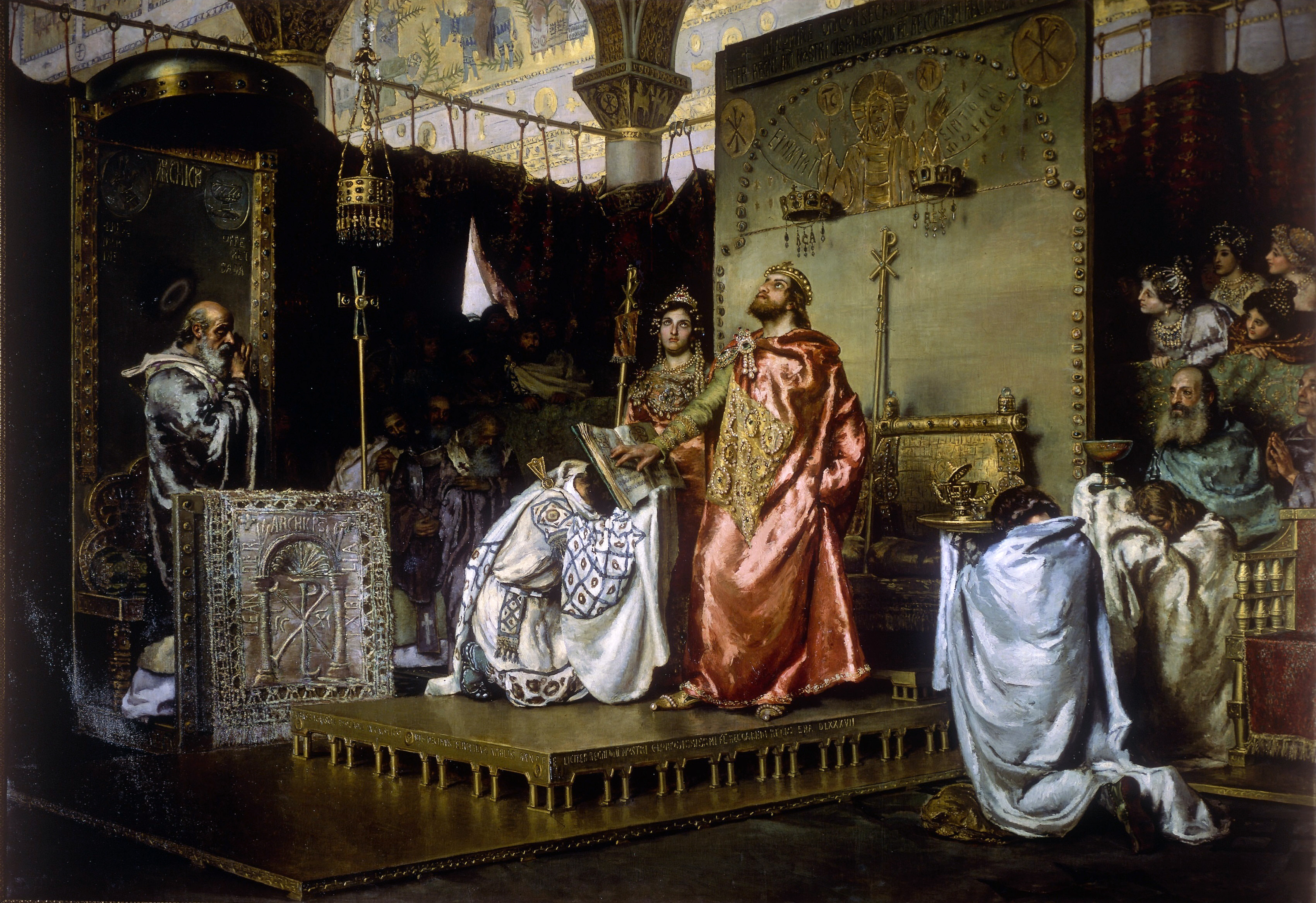
Звернення Реккареда I. Картина А. Деграіна. Палац іспанського сенату, Мадрид

Молодший син Леовігільда Реккаред (586—601) на момент отримання влади весною 586 року ще був аріанином, але вже у лютому 587 року він таємно охрестився у католицтво. Ще до травня 598 року, коли відбувся Третій Толедський собор, що завершив аріанський період у історії королівства вестготів, аріанські церкви та їх власність були передані католикам. На першому засіданні собору, на якому король головував наче Костянтин Великий на Нікейському соборі, Реккаред урочисто оголосив про своє звернення. Потім він наказав нотарію прочитати написаний ним власноручно виклад віри, у якому він наклав анафему на Арія та визнав вчення перших чотирьох вселенських соборів. Потім у 23 статтях, що були підписані 8 колишніми аріанами, учасники собору наклали анафему на єресь Арія. На другому засіданні собору король виголосив промову, у якій закликав приділити особливу увагу навчання новій вірі духовенства. З цією метою він запропонував запровадити у церкві східний звичай вимовлення Константинопольського Символу віри усім вголос перед читанням Господньої Молитви. Цю пропозицію було прийнято єпископами. Рішень відносно колишнього аріанського духівництва прийнято не було, і лише у 633 році було заборонено посвячувати у єпископи «хрещених у єресі». Було вирішено, що враховуючи бідність іспанської церкви помісні собори мають проходити не рідше разу на рік, але не два рази, як це зазвичай відбувалося.
Собор ознаменував початок нового етапу взаємодії церкви та держави у Іспанії. Після закінчення собору Реккаред видав «Едикт у підтвердження собору», яким надав прийнятим рішенням силу закону та наказав карати конфіскацією майна та вигнанням тих, хто не буде підкорятися прийнятим рішенням. Толедський собор розширив адміністративні функції духовенства та повелів суддям та податковим посадовцям з'являтися на помісні собори й отримувати вказівки, як необхідно справедливо судити й оподатковувати населення. Одним з дисциплінарних канонів собору наказувалося, у разі виявлення недозволеного зв'язку священика з жінкою, останню продати до рабства, а гроші роздати бідним, що також можна розглядати як втручання церкви у світські справи. Пізніше Реккаред видав спеціальний закон про захист цнотливості дівиць та вдів, що вирішили присвятити себе Богу. Наслідком таких змін у законодавстві стало посилення впливу іспано-римлян, що складали більшість католицьких священиків.
Не усі аріани королівства прийняли перехід короля у католицтво. Лише 4 готських єпископи відмовились від аріанства на Толедському соборі. Серед тих, хто відмовився, відома доля лише декількох. Згаданий вище аріанський єпископ Мериди Сунна очолив змову з метою вбивства Масони. Після розкриття змови Реккаред запропонував йому прийняти католицтво та стати єпископом у іншому місті. Сунна відмовився та був вигнаним у Мавретанію, де проповідував аріанство до своєї смерті. Незадовго перед Толедським собором була розкрита інша змови, за участю королеви Госвінти та єпископа Ульділи, що перейшов у аріанство. Коли змова була розкрита, Госвінта була страчена, а єпископ засланий. Відомо ще про дві змови, що сталися у Септиманії після собору за участю як аріан, так і католиків, з метою повалення короля.
Невідомо, яку мету переслідував Реккаред, коли приймав своє рішення. Немає ніяких відомостей про те, якою була кількість готів-католиків у 580 чи 589 році. Якщо їх було багато вже під час повстання Херменегільда, тоді Реккаред у 589 році фіксував вже сформовану тенденцію. Якщо ні, тоді його мотиви невідомі. Можливо, вони були пов'язані з процесом злиття двох головних народів та усунення між ними законодавчих відмінностей, що завершився у 654 році з відміною роздільного права для готів та римлян.

#### Католицький період
Організація церкви у VII столітті добре відома на підставі даних численних соборів. Відомо, що у цей період церква у Іспанії зберігала структуру, що відповідала територіальному поділу Римської імперії. Шість римських провінцій стали церковними провінціями, у столицях яких (Нарбонна, Брага, Таррагона, Толедо, Мерида та Севілья) знаходилися резиденції митрополитів. Провінції поділялись на 82 єпископства. У цей період церква стала інструментом королівської влади, а її собори, що формально збирались з приводу обговорення якогось питання віри, фактично призначалися велінням короля, коли йому це було завгодно. Ці збори, які могли з волі монарха обговорювати й суто світські питання, були виключено національним інститутом. Єпископи, чиї діоцези знаходилися у королівстві, ніколи не брали участі у соборах, що проходили у візантійських провінціях, Галісії до 585 року або на територіях франків. Після 589 року церква Іспанії стала централізованою та тісно пов'язаною з королівським двором організацією, що займалась виключно внутрішніми справами. Визнаючи верховенство папського престолу, вона рідко вступала з ним у листування, а якщо папа писав до Іспанії, що також траплялося не часто, то він отримував грубу відповідь.
На підставі аналізу декількох сотень відомих імен єпископів VII століття, а також припускаючи, що римляни ніколи не брали германських імен, а готи могли приймати римські імена, дослідники визначають частку германських єпископів у 30—40 % в залежності від провінції. Невідомо, якою була частка готів у загальній кількості населення, але навряд чи вона перевищувала 10 %. З іншого боку, готи рідко займали митрополичі кафедри — серед єпископів Толедо відомі лише святий Ільдефонс (657—667), Сісеберт (690—693) та Гундеріх проти 13 римлян, а серед єпископів Севільї лише Флоресинд (682—688). Ймовірно, це було наслідком деякої державної політики, що почала здійснюватися незадовго до Четвертого Толедського Собору 633 року.

### Первинні джерела
- Григорий Турский. История франков = Historia Francorum. — М.: Наука, 1987. — 464 с.
- Епифаний Кипрский. Творения, часть 4. — М., 1880. — Т. 48. — 361 с. — (Творения святых отцов в русском переводе).
- Иордан. О происхождении и деяниях гетов / Вступ. статья, пер., комм. Е. Ч. Скржинской. — СПб. : Алетейя, 2001. — 512 с. — (Византийская библиотека. Источники). — ISBN 5-89329-030-1.
- Созомен. Церковная исторія Эрмія Созомена Саламинскаго. — Спб., 1851. — 636 с.
- Сократ Схоластик. Церковная история. — М. : РОССПЭН, 1996.
- Феодорит, еп. Кирский. Церковная история. — М. : Российская политическая энциклопедия; Православное товарищество «Колокол», 1993.[недоступне посилання з липня 2019]
- Церковные историки IV—V веков / Высокий М.Ф., Тимофеев М.А.. — М. : Российская политическая энциклопедия (РОССПЭН), 2007. — 624 с. — ISBN 978-5-8243-08-34-1.

### Дослідження
англійською мовою
- Amory P. People and Identity in Ostrogotic Italy, 489-554. — Cambridge Univercity Press, 1997. — 525 p. — (Cambridge Studies in Medieval Life and Thought). — ISBN 0 521 57151 0.
- Collins R. Visigothic Spain 409 - 711. — Blackwell Publishing, 2004. — 263 p. — ISBN 0–631–18185–7.
- Heather P., Matthews J. The Goths in the Fourth Century. — Liverpool University Press, 1991. — 196 p. — ISBN 0-85323-426-4.
- Liebeschuetz J. H. W. G. Barbarians and Bishops. — Oxford : Clarendon Press, 1990. — 312 p. — ISBN 0-19-814886-0.
- Sumruld W. A. Augustine and the Arians: The Bishop of Hippo's Encounters with Ulfilan Arianism. — Associated[недоступне посилання з липня 2019] University Presse, 1994. — 196 p. — ISBN 0-945636-46-6.
- Scott C. A. Ulfilas, apostle of the Goths. — Cambridge, 1885. — 239 p.
- Thompson E. A. The Goths in Spain. — Oxford : Clarendon Press, 1969.
- Wiles M. Archetypal Heresy: Arianism through the Centuries. — Oxford : Oxford University Press, 1996. — 204 p. — ISBN 0–19–826927–7.

російською мовою
- Байер Х.-Ф. История крымских готов как интерпретация Сказания Матфея о городе Феодоро. — Екатеринбург : Изд-во Урал. ун-та, 2001. — 477 с. — 300 екз. — ISBN 5-7525-0928-9.
- Беликов Д. Христианство у готов. — Православный собеседник, 1886. — 198 с.
- Вольфрам Х. Готы. — СПб. : Ювента, 2003. — 656 с. — ISBN 5-87399-142-1.
- Захаров Г. Е. Омийство и становление королевской власти у везеготов // Вестник ПСТГУ. Серия II История. История Русской Православной Церкви. — Вип. II.8, № 29. — С. 11—25.
- Кулаковский Ю. А. К истории готской епархии (в Крыму) в VIII веке // ЖМНП. — СПб., 1898. — Вип. 2. — С. 173—202.
- Мецгер Б. М. Ранние переводы Нового Завета. — М. : ББИ, 2002. — 530 с. — ISBN 5-89647-024-X.
- Пиоро И. С. Крымская Готия. — Киев : Лыбидь, 1990. — 200 с. — ISBN 5-11-001597-X.
- Шевченко Ю. Ю., Уманец А. Н. О времени учреждения и существования Готской митрополии // Сіверщина в історіï Украïни. — 2011. — Вип. 4. — С. 78—84.